# Narenga
Genre
Narenga est un genre de plantes monocotylédones de la famille des Poaceae, 
sous-famille des Panicoideae, originaire d'Asie.
Ce genre est considéré comme un synonyme de Saccharum par certains auteurs.

## Liste d'espèces
Selon Tropicos (19 décembre 2017) (Attention liste brute contenant possiblement des synonymes) :
- Narenga fallax (Balansa) Bor
- Narenga porphyrocoma (Hance ex Trimen) Bor